# Stanley Townsend
Stanley Townsend (Dublín, 20 de agosto de 1961) es un actor irlandés.

## Vida personal
Townsend nació y creció en Dublín, capital de Irlanda. Después de asistir al Wesley College de Dublín, estudió matemáticas e ingeniería civil en el Trinity College. Mientras estuvo allí, se unió a Dublin University Players, la sociedad dramática amateur de teatro de la universidad. Más tarde cofundó la compañía de teatro cooperativa Rough Magic con el escritor y director Declan Hughes y la directora de teatro Lynne Parker, actuando en numerosas producciones, incluidas
The Country Wife,
Nightshade y
Sexual perversity in Chicago.
Posteriormente actuó en varias producciones en The Gate y The Abbey Theatres de Dublín.
En Londres trabajó con directores como
Sam Mendes en The plough and the stars,
Richard Eyre en Guys and dolls y
Rufus Norris en Under the blue sky.
Las apariciones teatrales en el Royal Court incluyen The Alice trilogy, dirigida por Ian Rickson,
y Shining city, dirigida por Conor McPherson, por la que ganó un premio irlandés de teatro y fue nominado al premio Evening Standard Theatre al mejor actor en 2004.

## Carrera
El trabajo televisivo de Townsend comenzó en varios programas para RTÉ en Dublín. Desde que se mudó a Londres, sus apariciones en televisión han incluido
- Spooks,
- The Commander,
- Hustle,
- Waking the Dead y
- Omagh Bombing.

Sus créditos cinematográficos incluyen:
- Into the west, de Mike Newell,
- En el nombre del padre (1993) de Jim Sheridan, con Daniel Day-Lewis,
- The Van, de Stephen Frears,
- The Tulse Luper Suitcases, de Peter Greenaway,
- The Libertine, con Johnny Depp,
- Wondrous oblivion, de Paul Morrison, con Delroy Lindo,
- The Tiger's Tale, de John Boorman, y
- Flawless, de Michael Radford.

Actualmente vive en Londres.

### Teatro
El trabajo de Townsend en teatro incluye:
- Remember this,[2]
- Guys and dolls,
- Fedra y
- Happy now? en el National Theatre (Londres);
- The Alice trilogy,[3]
- Shining city (por la que ganó el premio Irish Times al Mejor Actor),[1][4]
- Under the blue sky,
- The weir y
- Tribes en el Royal Court (Londres);
- The Wake,[5]
- Trinity for two y Sacred mysteries en el Abbey Theatre (Dublín);
- The gingerbread mix-up en St. Andrews Lane (Dublín);
- Prayers of Sherkin, en el Old Vic (Londres);[6]
- Someone who’ll watch over me en West Yorkshire Playhouse (Leeds);
- The plough and the stars en el Young Vic (Londres);[7]
- Democracy en el Bush Theatre (Londres);[8]
- Speed-the-plough para Project Arts Center (Dublín);
- Saint Oscar por la compañía de teatro Field Day (Derry);
- Sexual perversity in Chicago,
- El círculo de tiza caucasiano,
- The Country Wife,
- Belladona y
- The White Devil para Rough Magic (Dublín);
- Who shall be happy..? para Mad Cow Productions (Belfast, Londres y gira); y
- Arte en el West End.
- Panorama desde el puente (en la que interpretó a Eddie Carbone) en el Royal Lyceum Theatre de Edimburgo a principios de 2011.
- Su interpretación de Sims en The Nether para el director Jeremy Herrin en el Royal Court Theatre en julio de 2014 obtuvo elogios de la crítica.[9]

### Televisión
Los créditos televisivos de Townsend incluyen:
- Zen,[10]
- Whistleblower,
- He kills Coppers,
- Prosperity,
- Saddam's Tribe,[11]
- Rough Diamond,[12]
- Waking The Dead,
- Spooks,[13]
- The Virgin Queen,
- Hustle,[14]
- Omagh,
- The brief,
- Murder squad,
- Fallen,
- Wire in the Blood,
- The Commander,
- Menace,
- Seventh stream,
- Heartbeat,
- Station Jim,
- Table 12,
- Casualty,
- Best of both worlds,
- Active defense,
- DDU (making the cut),
- Ballykissangel,
- Peak practice,
- Jonathan Creek,
- A touch of frost,
- The governor,
- The Bill,
- Parnell and the englishwoman,
- Nighthawks,
- Fortycoats & Co.,
- Lost belongings,
- Lapsed Catholic,
- Glenroe,
- Ashes to Ashes,
- Mad Dogs,
- Sherlock,
- Call the Midwife,
- Quirke,
- Ripper Street,
- 24: Live Another Day,
- Galavant,
- The Hollow Crown,
- Redwater,
- The Tunnel,
- New Tricks,
- Foyle's War,
- The Collection,
- Crimen en el paraíso,
- Informer,
- Fresh Meat y
- El espía (miniserie, en la que representó al general Ad-Din).[15]

### Películas
Sus películas incluyen:
- Killing Bono,
- Happy-Go-Lucky,
- The Nativity Story,[16]
- Flawless,[17]
- The Tiger's Tale,
- Isolation,[18]
- The Libertine,[19]
- Inside I'm Dancing,[20]
- Tulse Luper II,
- Suzie Gold,[21]
- Wondrous Oblivion,[22]
- American Girl,
- Napoleón: La última batalla,
- Mystics,[23]
- La camioneta,
- My Friend Joe,[24]
- Moll Flanders,[25] Jake's Progress,
- Beyond Reason,
- Good Girls,
- En el nombre del padre,[26]
- Blue Ice,
- The Miracle,[27]
- Taffin,[28]
- Cars 2 y Florence Foster Jenkins.

### Videojuegos
Townsend es la voz del dios Saradomin en el MMORPG RuneScape, así como de Nakmor Drack en Mass Effect: Andromeda.
También prestó su voz a Azar Javed en el videojuego The Witcher y al cónsul Triton en Xenoblade Chronicles 3.